# 구키차

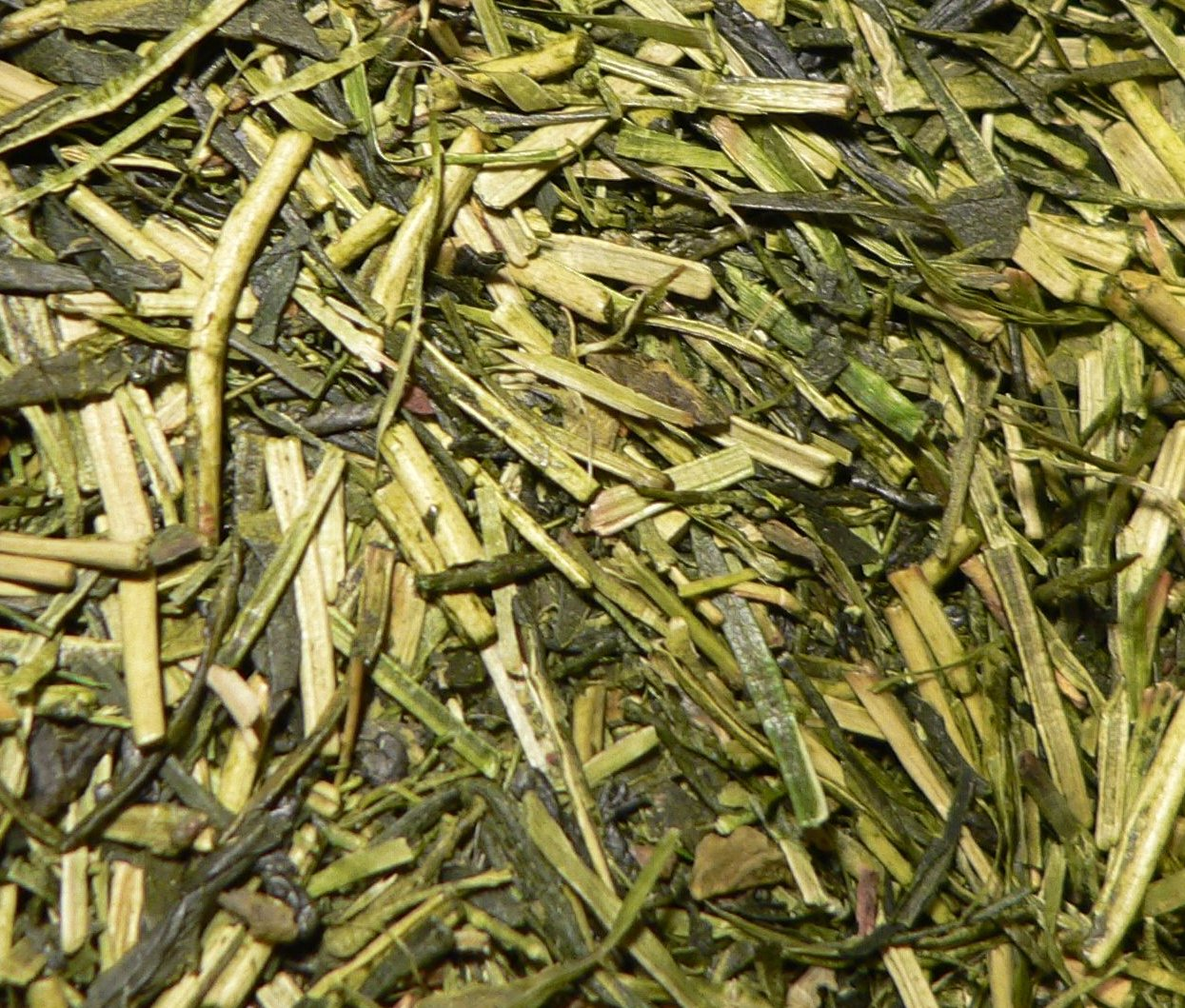
구키차의 차잎

구키차(茎茶) 또는 보차(棒茶)는 일본에서 마시는 녹차의 일종이다. 센차를 제조하는 과정에서 제거된 부분으로부터 만드는 차다.